# Florentina Spânu
Florentina Olar-Spânu, née le 6 août 1985 à Constanța, est une footballeuse internationale roumaine évoluant au poste d'attaquante au FC Nordsjælland.

## Biographie

### En club
À 13 ans, Florentina Spânu rejoint le SNC Constanța, où elle évolue dans les équipes de jeunes masculines. Deux ans plus tard, elle part pour le CFF Clujana, où elle joue en première division roumaine, et découvre la Ligue des Champions.
Après un prêt à la Lazio en 2008, elle quitte la Roumanie pour le club chypriote de l'Apollon Limassol, où elle rejoint de nombreuses compatriotes et brille en Ligue des Champions. Elle est ensuite recrutée avec sa compatriote Laura Rus par le club danois de Fortuna Hjørring, avec lequel elle atteint les quarts de finale de Ligue des Champions en 2017. En 2019, elle est transférée au FC Nordsjælland.

### En sélection
Sélectionnée pour la première fois en 2001, Florentina Olar-Spânu n'a jamais réussi à qualifier sa sélection pour une compétition majeure.

## Palmarès

### En club
- Championne de Roumanie en 2003, 2004, 2005, 2006, 2007, 2008 et 2009 avec le CFF Clujana
- Vainqueur de la Coupe de Roumanie en 2004, 2005, 2006 et 2008 avec le CFF Clujana
- Championne de Chypre en 2010, 2011, 2012 et 2013 avec l'Apollon Limassol
- Vainqueur de la Coupe de Chypre en 2010, 2011, 2012 et 2013 avec l'Apollon Limassol
- Championne du Danemark en 2014 et 2016 avec le Fortuna Hjørring
- Vainqueur de la Coupe du Danemark en 2016 avec le Fortuna Hjørring et en 2020 avec le FC Nordsjælland